# Planeta opic (román)
Planeta opic (ve francouzském originále La Planète des singes) je vědeckofantastický román z roku 1963 francouzského spisovatele Pierra Boulla. Stal se inspirací amerického filmu z roku 1968 Planeta opic a dal vzniknout stejnojmenné franšíze.

## Příběh
Děj knihy se odehrává ve vzdálené budoucnosti. Úvod popisuje mladou dvojici, Jinnu a Phyllise, kteří rekreačně cestují vesmírem na své kosmické lodi. Na cestě najdou láhev s rukopisem. Napsal jej Ulyxes (v originále Ulysse) Mérou a je na něm zaznamenán jeho příběh. Ten tvoří hlavní dějovou linii knihy:
V roce 2500 pokročilá technika umožňuje cestování vesmírem rychlostí blízkou rychlosti světla a tedy i mezihvězdné výpravy. Historicky první výpravu ke vzdálené hvězdě (Betelgeuze) organizuje profesor Antelle, stárnoucí vědec se širokým spektrem zájmů. K výpravě přibere mladého fyzika Arthura Levaina a novináře Ulyxe. Hvězda je od Země vzdálena (dle příběhu) asi 300 světelných let, cesta k ní trvá díky dilataci času pouze dva roky subjektivního času cestovatelů.
V soustavě Betelgeuze najdou cestovatelé planetu podobnou Zemi a pojmenují ji Soror. Společně pak na planetě přistanou. Zjistí, že mohou ve zdejší atmosféře volně dýchat a pít vodu z potoků a říček. Brzy nato však při průzkumu okolí narazí na zcela primitivní skupinu lidí, kteří se chovají jako divoká zvířata a nejeví známky inteligence. Domorodci jsou podrážděni „civilizovanými“ způsoby návštěvníků, zaútočí na ně a zničí jim veškerý jejich majetek včetně oblečení, skafandrů a nakonec i jejich přistávacího modulu a vezmou je do zajetí. Bez atributů civilizace je nadále nepovažují za nebezpečné a nechají je volně žít mezi sebou.
Celá tlupa včetně pozemšťanů je následující ráno překvapena náhlým lovem, který na ně uspořádaly opice – gorily a šimpanzi. Všechny jsou oděny v lidském oblečení podobném tomu, jaké nosili lidé na planetě Zemi. Během lovu je mnoho lidí včetně Levaina zabito. Ulyxes a další byli zajati a odvedeni.
Mérou je spolu s dalšími zajatci převezen do města opic, podobajícího se městům na Zemi, a poslán do výzkumného zařízení. Tam jsou na lidech prováděny experimenty, v nichž Mérou rozpozná obdobu Pavlovova výzkumu reflexů. Ulyxes se snaží opicím vysvětlit své postavení, ale nedaří se mu navázat kontakt. Teprve po delší době pochopí šimpanzí samice Zira, vědkyně pracující v ústavu, podle geometrických tvarů, že Ulyxes je zcela jiný případ než ostatní pokusní lidé, a naváže s ním kontakt. Naučí ho opičímu jazyku, aby se dokázal s opicemi domluvit a porozumět jim. Zároveň se od ní dozvídá mnoho o opičí planetě. Zira je Ulyxem natolik okouzlena, že ho představí Kornéliovi, mladému respektovanému vědci akademie věd a svému snoubenci. Ulyxes je nakonec propuštěn z ústavu, je mu přiznán status inteligentního tvora, je mu poskytnuto oblečení, bydlení a práce v Kornéliově oddělení. Vedoucí ústavu, konzervativní orangutan Zaius, však nadále věří, že Ulyxovo porozumění jejich jazyka jen zdařile vycvičený reflex a že lidé nejsou schopni samostatného myšlení.
V době strávené v ústavu jako pokusný člověk sdílel Ulyxes klec s půvabnou dívkou, kterou poznal již v divočině a pojmenoval ji Nova. Nova sdílela divoké způsoby svých krajanů, ale byla mimořádně vnímavá a učenlivá a postupně se začala Ulyxovi přizpůsobovat. Po nějaké době, kterou spolu strávili v pokusné kleci (předmětem výzkumu byly mimo jiné i pářicí rituály lidí) Nova s Ulyxem otěhotněla a porodila syna. Ten brzy začal vykazovat známky inteligentního chování pozemských lidí (a sororských opic), jako smích nebo pláč. Mezi vládnoucí skupinou zavládla obava, že takový vývoj lidské populace by představoval ohrožení opičí civilizace. Opice navíc pomocí neurochirurgických experimentů zjistily, že lidé jsou schopni opravdové řeči. Ze získaných fragmentů textů vyplynulo, že lidé kdysi na planetě vládli. Časem se stali více závislými na opicích až zdegenerovali. Opice je nato svrhly. Zbylí lidé pak skončili v primitivní podobě divochů. Tuto teorii podpořily i archeologické nálezy v právě objeveném starodávném městě.
Ulyxovi, Nově i novorozenému Siriovi hrozí nebezpečí. Zira s Kornéliem jim tedy pomohou dostat se pryč z planety a odcestovat v jejich kosmické lodi. Cesta zpět na Zemi trvá pro cestovatele opět dva roky, na zemi mezitím uběhlo dalších několik staletí. Po návratu přistávají v Paříži; zjišťují však, že se od Ulyxova odletu i pozemské opice vyvinuly a nyní zde vládnou. Ulyxes s rodinou bez váhání planetu opouští. Na lodi pak sepíše zprávu, již následně uloží do láhve a vystřelí do vesmíru.

## Adaptace
Román byl inspirací ke vzniku mediální franšízy zahrnující doposud devět filmů, dva televizní seriály (z toho jeden animovaný) a množství komiksů.
Režie prvního filmu z roku 1968 Planeta opic se ujal Franklin J. Schaffner. Scénář k němu napsali Michael Wilson a Rod Serling a v hlavní roli se objevil herec Charlton Heston. Film byl komerčně úspěšný a tak po něm následovala další čtyři pokračování, která přicházela do kin s jednoletými rozestupy v letech 1970 až 1973.
Druhou adaptací románu byl film režiséra Tima Burtona Planeta opic z roku 2001, volný remake stejnojmenného filmu z roku 1968. V roce 2011 byl uveden do kin reboot zvaný Zrození Planety opic, na kterém pracoval zcela nový filmový štáb. Kritici i veřejnost film přijali pozitivně a ten se tak stal základem nové filmové série.